# Roman Gombotz
Roman Gombotz (* 1911; † unbekannt) war ein österreichischer Musikinstrumentenbauer, Musikant und Kapellmeister.
Er gründete im Jahr 1948 eine Fertigung für Harmonikas in Köflach. Außerdem handelte er mit Musikinstrumenten. Die Kenntnisse für die Erzeugung Steirischer Harmonikas hat er über Umwege erlangt. Ein enger Freund von Peter Stachl in Graz mit dem Namen Valentin Mörth aus Mureck lehrte Roman Gombotz in der Zeit von 1933 bis 1938 die nötigen Fertigkeiten.
Nur 88 Instrumente wurden insgesamt gefertigt. Ab 1981 wurde die Harmonikaerzeugung vom Sohn Roman und vom Enkel Ulfried Gombotz weitergeführt. Ulfried Gombotz wurde bei Peter Müller ausgebildet. Diese Angaben stammen von Ulfried Gombotz. Erhaltene Instrumente sind ebenfalls ein Beleg dafür.
Die Harmonikaerzeugung wurde 1991 eingestellt.
| Personendaten    | Personendaten                                                       |
| ---------------- | ------------------------------------------------------------------- |
| NAME             | Gombotz, Roman                                                      |
| KURZBESCHREIBUNG | österreichischer Musikinstrumentenbauer, Musikant und Kapellmeister |
| GEBURTSDATUM     | 1911                                                                |
| STERBEDATUM      | nach 1948                                                           |